# Крёмер, Лоттен фон
Лоттен фон Крёмер (швед. Charlotta (Lotten) Lovisa von Kræmer, 6 августа 1828 — 23 декабря 1912) — шведская писательница, феминистка и филантроп.

## Биография
Шарлотта фон Крёмер родилась в Стокгольме в 1828 г. Она была одной из пяти детей губернатора Уппсалы Роберта Фредрика фон Крёмера и Марии Шарлотты (Лоттен) Сёдерберг. Она приходилась сестрой политику Роберту фон Крёмеру.
Лоттен росла в Уппсальском замке, получила домашнее образование от преподавателей Уппсальского университета, с детства приобщилась к культурной и общественной жизни — поэт Пер Аттербум и историк Эрик Гейер были знакомыми её родителей, а Фредрика Бремер дружила с её матерью. В общественной жизни Уппсалы Лоттен стала известна благодаря литературным чтениям, танцам и театральным сценам, которые ставились как в Уппсальском замке, так и в Уппсальском театре. Когда Лоттен играла роль Джен Эйр, её обучала сама Элиса Хвассер. Она мечтала стать писательницей.
В 1847 г. Лоттен вместе с семьёй посетила Германию, Австрию и Италию. В этом году у неё начал ухудшаться слух вследствие перенесённой скарлатины. В 1855 г. она была помолвлена со студентом Стеном Юханом Стенбергом, но ему пришлись не по нраву её радикальные идеи социальных реформ, к тому же у неё нарастала глухота, помолвка была расторгнута, и Лоттен так замуж и не вышла. После смерти её отца в 1880 г. Лоттен унаследовала большое состояние, которым сумела правильно распорядиться. Она переехала в Стокгольм, где жила скромной жизнью и считалась чудачкой. Большую часть состояния она потратила на разного рода благотворительные организации.
Лоттен поддерживала борьбу женщин за их права, и в 1872 г. основала стипендиальный фонд для студенток Уппсальского университета, финансово поддерживала журнал Ord&Bild Фредрики Бремер и её женскую ассоциацию (Fredrika Bremer-förbundet), сообщество «Друзей рукоделия» (Handarbetets vänner) ремесленного дома для бедных детей (Östermalms arbetsstuga för fattiga barn). Она участвовала в борьбе женщин за их избирательные права и входила в Национальную ассоциацию по избирательному праву женщин (Landsföreningen för kvinnans politiska rösträtt), финансировала VI Международный конгресс по избирательным правам в Стокгольме (Den internationella rösträttskongressen i Stockholm, 1911).
Лоттен умерла в 1912 г. По её завещанию в 1913 г. было организовано Сообщество Девяти — литературная академия, состоящая из 9 членов и вручающая награду за выдающиеся литературные произведения. В честь Лотты фон Крёмер в 1984 г. утверждена шведская литературная премия Lotten von Kræmers pris.